# Реформація в Польщі
Реформація в Польщі — релігійний і соціальний рух, що існував з 1520-х років до середини XVII століття. Реформація в Польщі, на відміну від інших європейських країн, де вона призвела до посилення монархічної влади, лише в Республіці Польща порушила як монархічну, так і церковну владу.

## Передумови
Зародившись на землях Священної Римської імперії в 1517 р., Реформація була імпортована на територію Польщі через мережу закордонних зв'язків. Для дослідження процесу генезису реформаційного руху на територію польської монархії, проблема визначення головних каналів імпортування реформаційних ідей має властивість розгортатись як формуюча.
До безпосередніх факторів розвитку польської Реформації належать процеси соціально-економічного характеру. Особливо рельєфно їх відображають урбанізація і зростання чисельності міст. Станом на 1500 р. у межах корони існувало 567 міських поселень, з яких 227 шляхетсько-магнатських, 113 церковних і 227 королівських. За регіональним розподілом найбільша кількість міст розташовувалась у Малопольщі — 171, за нею слідували Великопольща — 169, Мазовія — 76, Королівська Прусія — 48, Сєрадзька земля — 39, Ленчицька земля — 31, Куявія — 26, Добжинська земля — 7. На Галицьких та Волинських землях, які входили до складу Руського і Белзького воєводств у 1500 р. було до 50 міських поселень, у 1600 р. — до 70. Більшість міських поселень були містечками напіваграрного характеру. Упродовж XVI ст. виникло 104 міста, переважна більшість яких мала шляхетсько-магнатське підпорядкування.
У середині XVI ст. у містах мешкало до однієї третини загальної кількості населення Польщі. Одним із чинників збільшення кількості міських мешканців була потужна міграційна хвиля селян, що переселялись до міст з метою зміни роду занять і станової приналежності, а також частково шляхти і іноземців. Населення польських міст неухильно зростало. Наприклад, Познань, яка нараховувала наприкінці XV ст. близько 4 тисяч мешканців, збільшила у другій половині XVI ст. цей показник до 16 тисяч. Швидкими темпами зростало населення Варшави, яке у 1564 р. досягло чисельності у 10 тисяч. Приблизно на однаковому з нею рівні знаходився Люблін. На початок XVI ст. населення таких крупних міських центрів як Вроцлав, Гданськ та Краків перевищувало кількість у 20 тисяч.
Виникнення нових міст, з одного боку, відображало потреби у заснуванні нових торгівельних центрів, здатних забезпечити економічний розвиток регіону, зокрема запит сільського населення у ремісничій продукції. З іншого боку створення нових міських населених пунктів було часто викликано прагненням великих землевласників до підвищення власного майнового статусу шляхом включення до своїх володінь міст, а не тільки селищ. Населення міст, які були засновані з цією метою, як правило, досить повільно зростало, а самі населені пункти отримували в офіційних документах найменування «oppidum» (лат. «містечко»).
Інтенсивне зростання як кількості міст, так і чисельності міського населення протягом XV—XVI ст. заклали підґрунтя для розгортання міщанської Реформації, використання протестантами міських ресурсів і перетворення окремих міст на організаційні центри поширення протестантизму.
Визначальний вплив на польське аграрне суспільство здійснило запровадження і утвердження фільваркової системи сільськогосподарського виробництва. Поширення фільваркової системи, спричинене зростанням попиту на зернову продукцію у Західній Європі не тільки хронологічно збігається із розгортанням Реформації в Польщі, але і одночасно виступає вагомою передумовою її розвитку. Збагачення за рахунок розвитку фільварково-панщинної системи і прибутковості зернової торгівлі надало шляхті можливість витрачати більше коштів на задоволення власних освітніх і культурних запитів і проведення меценатської діяльності, яка нерідко знаходила своє втілення у фінансуванні потреб протестантських громад. Інтенсивний розвиток сільськогосподарського виробництва заклав підвалини конфлікту економічних інтересів шляхти та католицької церкви. Запровадження фільваркового господарства, розрахованого на отримання прибутку через екстенсивне використання земельних площ і безоплатної селянської праці значно підвищило вартість земель, придатних для сільськогосподарської діяльності. За таких умов, шляхту приваблювала перспектива привласнення земельних ресурсів католицької церкви, яка була крупним землевласником. Станом на початок XVI ст. одному лише Краківському єпископству належало 225 селищ. Гнєзнінське архієпископство мало у своєму розпорядженні 200 населених пунктів, з яких 11 були містами. Великі земельні володіння знаходились у власності монастирів. Наприклад, у Малій Польщі Тинецький монастир мав 44 селища, Меховський — 42, Копшивницький — 29, Єнджеєвський — 21, Щижицький — 15. У Великій Польщі власниками кількох десятків сіл були монастирі у Тшемешно, Льонде, Лекно, Могильно.

### Вплив гуситського руху
Окремого розгляду потребують ідеологічні передумови генезису реформаційного руху в Польщі. У цій групі чинників історична першість належить впливу гусизму на польські землі. В умовах жорсткого військового протистояння Польської держави з підтримуваним Римським папою і німецьким імператором Тевтонським орденом, антинімецька і антиклерикальна спрямованість гусизму імпонувала широким колам представників польської шляхти. Суспільно-політична програма таборитів здобула підтримку значної кількості польських міщан і селян. Достеменно встановлено безпосередню участь останніх у гуситських війнах. Достатньо показовим у цьому відношенні є факт опротестування польською делегацією на Константському соборі 1415 р. рішення про публічне спалення Яна Гуса.

## Основні події

### Початок Реформації
Реформація на цих землях була представлена кількома течіями, які проникли із Західної і Центральної Європи. Найраніше з'явилося лютеранство — вже у перші роки після виступу М. Лютера. У межах Польської держави лютеранство поширилося головним чином у Королівській Пруссії, помітно — в західній частині Великопольщі. В інших регіонах Корони присутність лютеранства була спорадичною. На польських землях за межами цієї держави воно особливо поширилося в Сілезії. Тоді ж лютеранство почало охоплювати Любуську землю й Західне Помор'я; в останньому місцевий сейм 1534 р. проголосив його офіційною релігією. Такого ж статусу воно набуло в Князівській Пруссії 1525 p., коли його публічно прийняв перший її правитель Альбрехт І Гогенцоллерн.
У Польському королівстві лютеранство в основному було релігією мешканців міст, до того ж німців: воно виникло як релігія німецького бюргерства; лютеранство «польські» німці, яких було доволі багато, сприймали як підтвердження своєї етнічної ідентичності, чинник, який допомагав їм зберігати й відстоювати її. З часом, з огляду на німецький характер лютеранства, в нього стали переходити й німецька шляхта, селяни-німці в місцях компактного їх розселення. Що ж до польської шляхти, то лише незначна її частина, переважно у Великопольщі, прийняла лютеранство. Польська шляхта не сприйняла його з двох причин: по-перше, як німецьку, на її переконання, релігію, що було проявом певного негативного ставлення поляків до Німеччини; по-друге, як релігію аристократичну, князівську, оскільки невдовзі після виникнення лютеранства виразно дало про себе знати прагнення тих німецьких правителів, що приймали його, підпорядкувати собі лютеранську церкву у своїх князівствах; це прагнення було реалізоване після розгрому в Німеччині селянського повстання 1524—1525 pp.
У перші роки поширення лютеранства в Короні її правлячі кола виступали проти нього. У 1520 р. з'явився едикт Сигізмунда І, який забороняв виголошувати ідеї М. Лютера, виїжджати за кордон в міста, охоплені лютеранським рухом; католицька церква одержала право цензурувати книги перед їх виданням. Але едикт виконувався несумлінно; так само як подібні королівські едикти, що видавалися впродовж кількох наступних десятиріч. Натомість рішучими виявились дії того ж короля, спричинені конфліктом у Ґданську, оскільки він мав не тільки релігійний, а й соціальний характер. У січні 1525 р. озброєне поспільство міста — прихильники лютеранства (бюргерство і плебс), скинули міську раду (магістрат), що перебувала в руках вірного католицтву патриціату, після того, як вона заарештувала кількох прибічників реформації. Обраний повсталими склад ради повністю скасував у місті католицьку літургію, закрив монастирі, проголосив лютеранство офіційною конфесією та зробив спробу провести реформи, навіяні селянською війною в Німеччині. Та сама рада відправила до короля посланців з проханням затвердити нові порядки у Ґданську. У відповідь Сигізмунд І видав указ, що позбавляв місто усіх його привілеїв до часу відновлення в ньому старих порядків і виступив на чолі озброєних загонів проти повсталих. Міська рада, не зважившись озброїти народ, нічого не зробила для організації опору. Оволодівши Ґданськом у червні 1526 р., король відновив тут католицьку літургію і наказав стратити 15 керівників реформаційного руху, а інших його діячів вигнати з країни. Проте повністю покінчити з лютеранством у Ґданську король не зважився, воно й далі залишалося релігією тутешнього поспільства. До кінця свого правління Сигізмунд І був налаштований до лютеранства негативно. Певний час подібну позицію займав Сиґізмунд Август, аж поки у 1557—1558 pp. не надав свободу віросповідання головним містам Королівської Пруссії; згодом цю свободу було поширено на всю провінцію.

### Поширення кальвінізму на польських землях
У другій половині 1550-х років кальвінізм став провідним напрямом польського протестантизму. Найбільше прихильників він мав серед малопольської шляхти. Організація кальвіністської церкви давала простір для впливів у ній найбільш заможним членам общини. У польських землях такий вплив мала шляхта, що прийняла кальвінізм. У своїх маєтках вона реформувала, профанувала католицькі церкви, усувала з них священиків і передавала їх (церкви) прибічникам вчення Ж. Кальвіна, пресвітерам і міністрам, яких підбирала на свій розсуд. Реформовані церкви, звані зборами, перебували під повним контролем кальвіністської шляхти (зборами йменували й церкви лютеран і чеських братів, які зазвичай виникали внаслідок реформування католицьких церков; чеські брати також споруджували свої храми). Нерідко міністрами у зборах були католицькі священики, що навернулися в кальвінізм, здебільшого до них належали вихідці з міщан і селян. Кальвіністська церква (як, зокрема, і церква лютеран та чеських братів) була дешевою: на її утримання не йшли жодні, звичні для католицької церкви побори, найголовніший з яких десятина, яку, до речі, кальвіністська шляхта привласнювала. 1550 р. в містечку Піньчові, що в Малопольщі, власник якого став кальвіністом, пройшов перший з'їзд кальвіністських міністрів, а 1554 р. в малопольському ж містечку Сломніки — перший синод кальвіністської церкви, який санкціонував її організаційну структуру. Підраховано, що тільки у 1550—1570 pp. було скликано не менше 92 кальвіністських синоди і з'їзди, з них 20 у Піньчові. Близько 1570 р. у Речі Посполитій налічувалося близько 700 протестантських церков, з яких понад 420 були кальвіністськими (лютеранських церков було понад 140).
Успіхи кальвіністів у боротьбі з католицькою церквою значною мірою пояснювалися тісним зв'язком багатьох із них з екзекуційним рухом, в якому вони брали активну участь і на характер якого впливали. Ще до і на початку проникнення кальвінізму в польські землі екзекуціоністська шляхта через своїх послів на сеймах 1540-х років наполягала на обмеженні духовної юрисдикції щодо світських осіб (передовсім щодо шляхти) і розширенні участі духовенства в державних повинностях. На сеймі 1550 р. група послів вимагала позбавити церкву десятини, секуляризувати церковні маєтки, скасувати згадану церковну юрисдикцію тощо. Дальше поширення кальвінізму позначилося на сеймовій боротьбі з питань, що стосувалися католицької церкви. Посли настирливо, разом з лютеранами, чеськими братами й католиками-екзекуціоністами, виступали проти церковної юрисдикції, й на сеймі 1552 р. її було призупинено стосовно «єретиків». Ще більших успіхів прихильники реформації домоглися на сеймі 1555 р., який узаконив вільне існування реформованих церков, що виникли до цього року, і так само призупинив до скликання національного собору (про нього нижче), розгляд в церковних судах справ щодо відходу від католицтва. Особливо рішучим був наступ екзекуціоністської шляхти на католицьку церкву на Пьотрковському сеймі 1562—1563 pp.: їй вдалося домогтися скасування виконання гродськими старостами вироків церковних судів.
Успіхи, здобуті шляхтою в боротьбі з католицькою церквою, певною мірою були зумовлені тим, що Польську державу очолював загалом індиферентний у питаннях віри Сигізмунд Август, який, будучи противником релігійної конфронтації, любив повторювати: «Я не хочу бути королем ваших сумлінь». Його навіть звинувачували у прихильності до реформації, оскільки він не піддавався намовлянням папського нунція Алоізо Ліппомано вчинити розправу над провідними її діячами.
Однією із заслуг кальвіністської (якоюсь мірою й лютеранської та чеськобратської) частини екзекуціоністської шляхти було те, що разом з католиками-екзекуціоністами вона у 50-х роках активно вимагала створення польської національної церкви, подібної до англіканської, що виникла в Англії у 1534 р. за панування у ній короля Генріха VIII (1509—1547). Національна церква, за задумом її адептів, повинна була об'єднати на засадах автономії та рівноправності всі християнські віросповідання, в тому числі православ'я, під генеральною зверхністю папи римського. Головою її, за взірцем англіканської церкви, мав стати король, а найвищою владою — національний собор. На сеймі 1555 р. шляхта наполегливо домагалася його скликання для схвалення на ньому цього проекту. Останній був підтриманий королем і вищим католицьким духовенством, яке було переконане, що буде верховодити в національній церкві. Наступного року до Риму виїхало польське посольство, щоб просити папської згоди на скликання національного собору для створення національної церкви та для католицької церкви, щоб наблизити її до інших християнських віровизнань, на літургію польською мовою, причастя під двома видами і скасування целібату духовенства. Відповідь папи на всі ці прохання була негативною, бо їхній зміст суперечив доґматично-організаційним засадам католицької церкви, а реалізація могла призвести до відриву Польського королівства в церковному відношенні від римської курії. Знеохочений цією відповіддю, Сиґізмунд Август відмовився підтримувати ідею національної церкви. Того ж 1556 р. король видав едикт, яким заборонив подальше протестантське реформування католицьких церков. Це не перешкодило протестантам на сеймі 1562—1563 pp. домогтися припинення сплати Польщею аннат — щорічної данини римській курії. Ще раніше, у 1555 р., Польща припинила сплачувати святому престолу денарій святого Петра (swietopietrze).
1562 р. у кальвіністському таборі розпочався розкол, який тривав три роки. У результаті з нього виділилася менша, радикальна, частина, куди входили шляхта (навіть заможна), міщани й частина селян. Вони заснували т. зв. Меншу церкву (латин. Ecclesia Minor), або збір; власне кальвіністська церква відтоді йменувалася Більшою (латин. Ecclesia Maior). Розкольники називали себе польськими братами за прикладом чеських братів, які мали на них вплив. Причиною розколу стали розходження в поглядах на богословські догмати й соціальні проблеми. Польські брати, інтерпретуючи Новий Завіт з позицій, близьких до раціоналістських, заперечували основну догму ортодоксального християнства — вчення про єдиносущу троїстість Бога — святу Трійцю. За це ідейні противники прозвали їх аріанами (від імені одного із засновників ранніх єретичних вчень у християнстві александрійського священика Арія, що помер 336 p.), рідше -антитринітаріями (латин. Trinitas — Трійця). Певною, якщо не визначальною мірою, це заперечення було зумовлене впливом італійських антитринітаріїв, які прибули до Польщі після спалення 1553 р. у Женеві за наказом Ж. Кальвіна Мішеля Сервета — вченого і мислителя, який заперечував єдиносущу троїстість Бога.
В основі ідеології польських братів, лежала ідея безумовної соціальної рівності: переконання, що всі люди — брати, і ніхто не повинен наживатися на чужій праці. Польські брати висували постулати скасування станових відмінностей, звільнення селян від феодальних повинностей, відмови від державної та військової служби. Дехто з них навіть висловлювався проти приватної власності на землю, за спільне громадське користування нею. Найбільш радикально налаштовані з них 1569 р. у новозаснованому шляхтичем-аріанином малопольському містечку Ракові створили комуністично-утопійні громади, члени якої спільно обробляли землю, займалися ремеслом, плекали освіту. З цього експерименту, зрештою, нічого не вийшло. Ракув перетворився на типове ремісничо-торговельне поселення з властивими для нього соціальними негараздами. В організаційному відношенні релігійне життя польських братів не відрізнялося від ортодоксальних кальвіністських громад — зборів. У 1570—1620 pp. в Речі Посполитій, переважно в Малопольщі, діяло близько 65 їхніх зборів (часом до 100), потім менше. У 1569—1662 pp. відбулося 107 відомих нам аріанських синодів, на які збиралося до півтисячі братів. Найбільша їх кількість припадає на Ракув — 39. Аріанський релігійно-соціальний радикалізм пробуджував занепокоєння протестантської і католицької шляхти. Уже на сеймі 1566 р. кальвіністи виступили з пропозицією заборонити діяльність польських братів, а порушників цієї заборони вигнати з країни. У королівській канцелярії був підготовлений відповідний королівський едикт, проте його не було оголошено.
Вороже ставлення протестантської шляхти до польських братів проявилося, зокрема, в тому, що їх не запросили взяти участь у спільному синоді кальвіністів, лютеран і чеських братів, який відбувався в Сандомирі у 1570 р. Прийнята синодом угода гарантувала взаємну віротерпимість цих течій, декларувала готовність працювати над виробленням спільної протестантської моделі церкви. Союз трьох віровизнань мав виступати на захист кожного з них, тобто мав й оборонний характер. Було вирішено скликати спільні синоди для обговорення наболілих питань. Закладена сандомирською угодою співпраця успішно тривала чверть століття, після чого лютерани стали від неї відходити і, врешті, відмовилися зовсім.

### СоциніанствотаВаршавська конфедерерація
Серед польських братів з часом дійшло до посилення впливу поміркованого крила, яке невдовзі здобуло перевагу. Значною мірою це сталося завдяки італійцю Фаусто Соцціні (1539—1604; у Польщі його звали Фавстом Социном). Прибувши до Польщі 1579 р., він невдовзі очолив поміркованих польських братів, мав серед них високий авторитет до самої смерті (похований у Польщі). Ф. Социн надав аріанському рухові більшої згуртованості та пружності, реформував його в дусі раціоналізму, проголосивши розум людини найголовнішим інструментом осягнення Св. Письма й пізнання світу, найвищим критерієм істини, а моральне самовдосконалення — єдиним шляхом піднесення духовності. Завдяки Ф. Социнові антитринітаризм, званий від його імені социніанством (відповідно польських братів і всіх послідовників вчення Ф. Социна в Речі Посполитій та за її межами йменували социніанами) став єдиним у Польщі протестантським віровизнанням, здатним на інтелектуальному рівні успішно дискутувати з католицькими ідеологами. Социніанство вплинуло на формування релігійного раціоналізму в Центральній та Західній Європі (здебільшого в Голландії й Англії) і кристалізації деїзму — віри в догматично неокресленого Бога. Разом з тим, воно давало імпульси розвиткові наукових, політичних і соціальних ідей.
Апогеєм реформації в Речі Посполитій було прийняття акту Варшавської конфедерації. Акт проголосив віротерпимість (релігійну толерантність) щодо всіх християнських віровизнань, в тому числі польських братів та анабаптистів. «Обіцяємо собі взаємно (…) на вічні часи, скріплюючи це нашим словом, честю і совістю, — сказано в цьому документі, — що ті з нас, котрі відрізняються за вірою, зберігатимуть між собою мир і не проливатимуть крові через різну віру і відмінність у церквах». Світські власті, згідно з актом, не мають права нікого карати смертю, конфіскацією майна, ув'язненням чи вигнанням з країни за релігійні погляди. Серед підписів, що стояли під ним, половина належала католикам. Цим актом Річ Посполита першою серед європейських країн на офіційному рівні заявила про запровадження віротерпимості. Документ Варшавської конфедерації не означав, проте, визнання повної свободи совісті; він не визнавав права на атеїзм, що й не дивно з огляду на ставлення до нього в тогочаснім Європі.
Останнім значним успіхом реформації в Речі Посполитій було те, що Генрик Валезій в день своєї коронації (21 лютого 1574 р.) в краківському кафедральному соборі присягнув виконувати Варшавську конфедерацію. Зробив він це на вимогу кальвініста, маршалка великого коронного Яна Фірлея. Коли при складанні присяги виникло замішання, спричинене небажанням короля її вчинити, то Ян Фірлей промовив до нього: «Присягнеш, королю, бо ж ти пообіцяв».

## Підсумки Реформації в Польщі
Значення реформації в Польщі і Речі Посполитій загалом виходить за державні кордони. Вона помітно вписалася в загальноєвропейську реформацію, внесла до неї свій досвід і своєрідність. У першу чергу це стосується її аріансько-социніанської течії. Для кількасоттисячної нині в світі громади антитринітаріїв основні осередки польських братів — Ракув і Піньчув — залишаються свого роду святинями, місцями поклоніння. Особливу роль в аріанському русі відіграв Ракув («Сарматські Афіни»), значною мірою завдяки тому, що тут у 1603—1638 pp. діяла славна на всю Європу социніанська школа, звана академією за внесок у справу розвитку освіти.